# Palazzo del Touring Club Italiano
Palazzo del Touring Club Italiano (укр. палац Італійського туристичного товариства), також відомий як Palazzo Bertarelli — історична будівля, розташована в Мілані, Італія.

## Історія
Будівлю спроектував Ахілл Бінда для розміщення нового офісу Touring Club Italiano. Будівельні роботи розпочалися в 1914 році і були завершені в 1915 році.

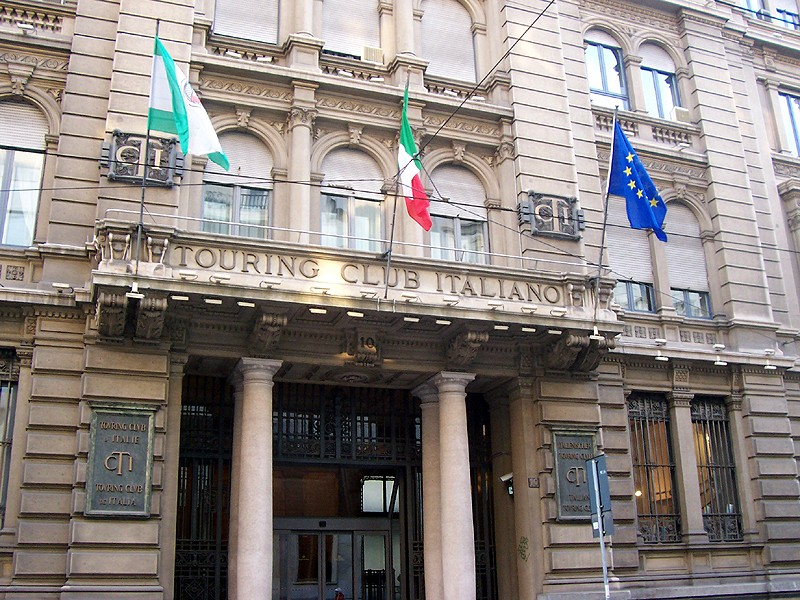
Вхідний портал чолового фасаду

У 2021 році будівлю переобладнали під п’ятизірковий готель Radisson, Radisson Collection Hotel, Palazzo Touring Club Milan .

## Опис
Будівля займає блок трикутної форми, відмежований головною магістраллю Корсо Італія та меншими вулицями Віа Амедей і Віа Джузеппе Бареллаї. Має вишуканий еклектичний стиль. Фасади характеризуються багатим і складним орнаментом, включаючи колони та аркові вікна. Деякі бронзові скульптури, що зображують засновника Touring Club Italiano Луїджі Вітторіо Бертареллі та інших колишніх президентів клубу, можна знайти в головному залі будівлі.

## Зовнішні посилання
Вікісховище має мультимедійні дані за темою: Palazzo del Touring Club Italiano